# Conferencia de las Naciones Unidas sobre el Cambio Climático de 2009
La XV Conferencia Internacional sobre el Cambio Climático se celebró en Copenhague, Dinamarca, del 7 al 18 de diciembre de 2009. Denominada COP 15 («15a Conferencia de las partes»), fue organizada por la Convención Marco de las Naciones Unidas sobre el Cambio Climático (CMNUCC), que organiza conferencias anuales desde 1995 con la meta de civilizar costumbres y lograr objetivos para reemplazar los del Protocolo de Kioto, que termina en 2012. En la conferencia se acreditaron 87.090 personas entre delegados de los 16 países miembros de la CMNUCC, expertos en clima, representantes de organizaciones no gubernamentales (ONG) y prensa. Esta cumbre fue la culminación de un proceso de preparación que se inició en Bali en 2007, con una "Hoja de Ruta" adoptada por los países adaptados a este reglamento.
El acuerdo fue tomado por cuatro países emergentes (China, India, Brasil y Sudáfrica) y los Estados Unidos en la noche del 18 de diciembre, que fue comunicado y aceptado posteriormente por la UE. El texto, no vinculante, sin objetivos cuantitativos y sin plazos (y que no prolonga pues el Protocolo de Kioto), fue criticado por numerosos gobiernos y organizaciones como un "fracaso".

## Objetivos
El objetivo de la conferencia, según los organizadores, era "la conclusión de un acuerdo jurídicamente vinculante sobre el clima, válido en todo el mundo, que se aplica a partir de 2012".
El objetivo final (a largo plazo) pretendido era la reducción mundial de las emisiones de CO2 en al menos un 50 % en 2050 respecto a 1990, y para conseguirlo los países debían marcarse objetivos intermedios. Así, los países industrializados deberían reducir sus emisiones de gases de efecto invernadero entre un 25 % y un 40 %, respecto a los niveles de 1990 en el año 2020 y deberían alcanzar una reducción entre el 80 % y el 95 % para 2050.
En la cumbre se reunieron expertos en medio ambiente, ministros o jefes de Estado y organizaciones no gubernamentales de los 192 países miembros de la CMNUCC. Esta fue la conferencia que debía preparar el período post-Kioto.
El ciclo de negociaciones para preparar la cumbre de Copenhague se inició con la XIII Conferencia de la ONU sobre Cambio Climático en Bali, del 3 al 15 de diciembre de 2007. Otras sesiones se celebraron del 31 de marzo al 4 de abril de 2008 en Bangkok (Tailandia) y del 2 al 13 de junio de 2008 en Bonn (Alemania). Una tercera conferencia sobre el clima tuvo lugar en Acra (Ghana). La reunión, donde más de 1.600 participantes de 160 países estaban presentes, tuvo lugar del 21 al 27 de agosto de 2008. El objetivo de este ciclo de negociaciones, organizado por la ONU, fue preparar los futuros objetivos de reducción de las emisiones de gases de efecto invernadero (GEI).
La XIV Conferencia sobre el Cambio Climático de la ONU se inició el 1 de diciembre de 2008 en Poznan (Polonia), para intentar establecer las bases y compromisos del tratado de Copenhague. Unos 12.000 delegados de 190 países adoptaron una "hoja de ruta" para preparar la conferencia de Copenhague. Al mismo tiempo, en diciembre de 2008, los líderes de la Unión Europea se reunieron en Bruselas y lograron un acuerdo sobre un paquete de medidas para combatir el cambio climático, acordando reducir sus emisiones en un 20 % para 2020.
En marzo de 2009, los científicos fueron reunidos durante tres días en Copenhague por el Panel Intergubernamental sobre Cambio Climático (IPCC) para revisar los últimos datos y actualizar la información científica sobre el calentamiento global.
Una reunión tuvo lugar en Bonn del 29 de marzo al 8 de abril de 2009. Otras dos reuniones se celebraron en Bonn (1-12 de junio y 10-14 de agosto), y otras dos en Bangkok (28-9 de octubre y 14-16 de octubre).

## Problemas
Las primeras negociaciones para preparar la conferencia provocaron una división entre la visión de los países desarrollados y la de las naciones en desarrollo. Los mayores problemas de las negociaciones antes de la conferencia eran:
- La reducción de las emisiones de carbono de los países desarrollados. En 2007 la Unión Europea anunció un plan de reducción de sus emisiones de CO2 en un 20% para 2020 (adoptado en 2008), pero ningún otro país había expresado metas concretas para una reducción. Sin embargo, el nuevo presidente de EE. UU. Barack Obama también anunció su intención de que Estados Unidos reduzca sus emisiones, y decidió participar en la cumbre,[14] mientras que George Bush había decidido en 2001 retirarse del Protocolo de Kioto. Una vez elegido, Barack Obama se comprometió a reducir las emisiones a los niveles de 1990, y anunció su intención de buscar una reducción del 80% para 2050.[15] También Obama prometió fuertes inversiones en fuentes renovables de energía.[16][17][18][19][20] Sin embargo, los países en desarrollo y los países más pobres exigieron más esfuerzos de parte de Estados Unidos y que los países desarrollados recorten más drásticamente sus emisiones de gases.

- En cuanto a la reducción de las emisiones de los países en desarrollo, el dilema es cómo promover el crecimiento económico sin perjudicar el medio ambiente. El punto de vista de estos países es que la mayor parte del cambio climático está alimentado por la demanda de los países ricos; por eso consideran que es injusto penalizarlos por el uso de combustibles fósiles para fabricar bienes que se consumen en los países ricos. Sin embargo, ciertos países en desarrollo se comprometieron también a imponerse objetivos de reducción. En marzo de 2009, México fue el primer país en desarrollo en proponer una meta para reducir sus emisiones, en diciembre de 2008, con la meta de disminuir en un 50% sus emisiones de gases con efecto invernadero para 2050.[21][22][23] Dos meses antes de la cumbre, en septiembre de 2009, China anunció un plan en el que propuso reducir la intensidad de sus emisiones.[24][25] En noviembre de 2009, Brasil propuso reducir las emisiones derivadas de la deforestación, que es la principal fuente de emisiones de gases de efecto invernadero, en un 80% en 2020.[26]

- La cooperación para ayudar a los países pobres. La ONU considera que el mundo occidental debería ayudar a los países pobres a prepararse para las consecuencias del cambio climático; por eso creó un Fondo de Adaptación, un paquete financiero diseñado para ayudar a los países en desarrollo a proteger sus economías contra el impacto potencial del cambio climático.[27] El problema es que los países desarrollados no quieren financiar este plan, aunque la Unión Europea anunció un acuerdo para dar 7200 millones de euros hasta 2012 a los países en vías de desarrollo para que luchen contra el cambio climático. En el caso de España, la ayuda a los países pobres, según anunció el presidente del Gobierno, José Luis Rodríguez Zapatero, será de 375 millones de euros en los tres años.[28] Suecia ha comprometido 800 millones de euros, Italia 600 y Holanda 300 millones de euros. El financiero filántropo Soros ha propuesto movilizar 150.000 millones de las reservas del FMI -los Special Drawing Rights- a fin de ayudar a los países pobres a adaptarse al cambio climático.[29]

## Fase previa, desarrollo y negociación en la conferencia
Para la cumbre sobre el clima de Copenhague fueron lentas las negociaciones según manifestó en septiembre de 2009 el secretario general de la ONU, Ban Ki-Moon.
En septiembre de 2009, casi un centenar de jefes de Estado y de Gobierno participaron en lo que sirvió de preparación de la conferencia Copenhague, en la 64.ª Asamblea General de las Naciones Unidas dedicada al cambio climático. La 64.ª Asamblea General de las Naciones Unidas sirvió para conocer la posición en la negociación de Copenhague de los países que son grandes emisores de GEI y que todavía no están comprometidos con un programa de limitación de emisiones. Estos países pueden representar en estos momentos más del 50% de las emisiones totales:
- El presidente de EE. UU., Barack Obama, en su discurso del 22 de septiembre de 2009 en la Cumbre sobre Cambio Climático en la ONU, señaló que la amenaza del cambio climático es seria, es urgente y está aumentando. La historia juzgará la respuesta de nuestra generación a este desafío, porque si no le hacemos frente –de manera audaz, rápida y conjunta– arriesgamos entregarles a generaciones futuras una catástrofe irreversible...todos los pueblos –nuestra prosperidad, nuestra salud, nuestra seguridad– están en peligro. Y se nos está acabando el tiempo para revertir esta tendencia...durante demasiados años, la humanidad se ha demorado para responder o incluso reconocer la magnitud de la amenaza del clima. Ése también es el caso de nuestro propio país. Lo reconocemos. ..los países desarrollados que han causado tanto daño en nuestro clima durante el último siglo tienen la responsabilidad de ser líderes...Pero esos países en desarrollo y de rápido crecimiento que producirán casi todo el aumento en las emisiones mundiales de carbono en las próximas décadas también deben poner de su parte... será necesario que se comprometan a medidas internas enérgicas y a cumplir con dichos compromisos, de igual manera que los países desarrollados deben cumplir.[32]

- El presidente de China, Hu Jintao, anunció en la cumbre de la ONU sobre cambio climático, que su país intentará la reducción de emisiones de CO2 por unidad de PIB para 2020 con respecto al nivel de 2005 y el desarrollo de energía renovable y nuclear alcanzando un 15% de energía basada en combustibles no fósiles.[33]

- India, uno de los mayores emisores de los países en vías de desarrollo, está dispuesta a aprobar un plan nacional pero no a firmar objetivos vinculantes de reducción de emisiones para combatir un problema que crearon los países ricos, según declaróo su ministro de Medio Ambiente.[30]

La conferencia se desarrolló desde el 7 al 18 de diciembre de 2009. Un primer borrador del acuerdo se dio a conocer el viernes 11 de diciembre donde estaban las intenciones de un posible acuerdo que no se consiguió posteriormente. La mayoría de los datos se encontraban entre paréntesis lo que significaba que todavía no estaban acordados. El borrador planteaba que las emisiones de CO2 en el año 2050 debían reducirse en todo el mundo a la mitad de los niveles existentes en 1990 y pretendía que se fijara un valor intermedio a cumplir en 2020. El objetivo del acuerdo también estaba entre paréntesis, aunque durante todo el año 2009, varias conferencias científicas y políticas habían pedido que el calentamiento global se mantuviese por debajo de dos grados centígrados. Para ello los países desarrollados deberían plantearse una reducción del 75% ( en otras opciones hasta el 95%), mientras que para los países en desarrollo el borrador solicitaba "desviaciones sustanciales" sobre sus tasas actuales de crecimiento de emisiones. Según Kim Carstensen de la organización conservacionista WWF en ese momento se desconocía cuanto dinero se aportaría para compensar a los países en desarrollo y quien pagaría ese dinero. Según Erwin Jackson del Sydney Morning Herald todavía faltaba un tratado jurídicamente vinculante que incluyese a EE. UU. y a los grandes países en desarrollo como China e India.
Los países del G8 ya acordaron entre ellos en julio del 2009 limitar el aumento de la temperatura a 2 °C respecto a los niveles preindustriales. Sin embargo a iniciativa de los pequeños países insulares, que peligran si se produjera un aumento generalizado del nivel del mar por un deshielo masivo de los polos, un centenar de naciones en desarrollo solicitaron que el límite se estableciera en 1,5º.
En la primera semana de la cumbre se produjeron duras manifestaciones cruzadas entre los dos principales emisores mundiales de CO2, China y EE. UU. El segundo día, el jefe adjunto de la delegación de China dijo que los recortes de emisiones para 2020 ofrecidos por EE. UU., la UE y Japón eran insuficientes y que era fundamental para éxito de la conferencia tanto el objetivo de EE. UU. sobre reducción de emisiones como el apoyo fianciero de EE. UU. a las naciones en desarrollo. Todd Stern, el principal negociador estadounidense, señaló en el tercer día que China estaba aumentando sus emisiones de forma espectacular y que China no podía quedarse al margen del acuerdo y que el objetivo de EE. UU. era una reducción de 17% en 2020 respecto al nivel de 2005 (según denunciaron los chinos equivalía a una reducción de un 1% sobre el nivel de 1990). Stern hizo un llamamiento a la ONU para recaudar 10 billones de dólares para financiar en el periodo 2010-2012 la adaptación a corto plazo en los países vulnerables.

## Acuerdo Final de la cumbre

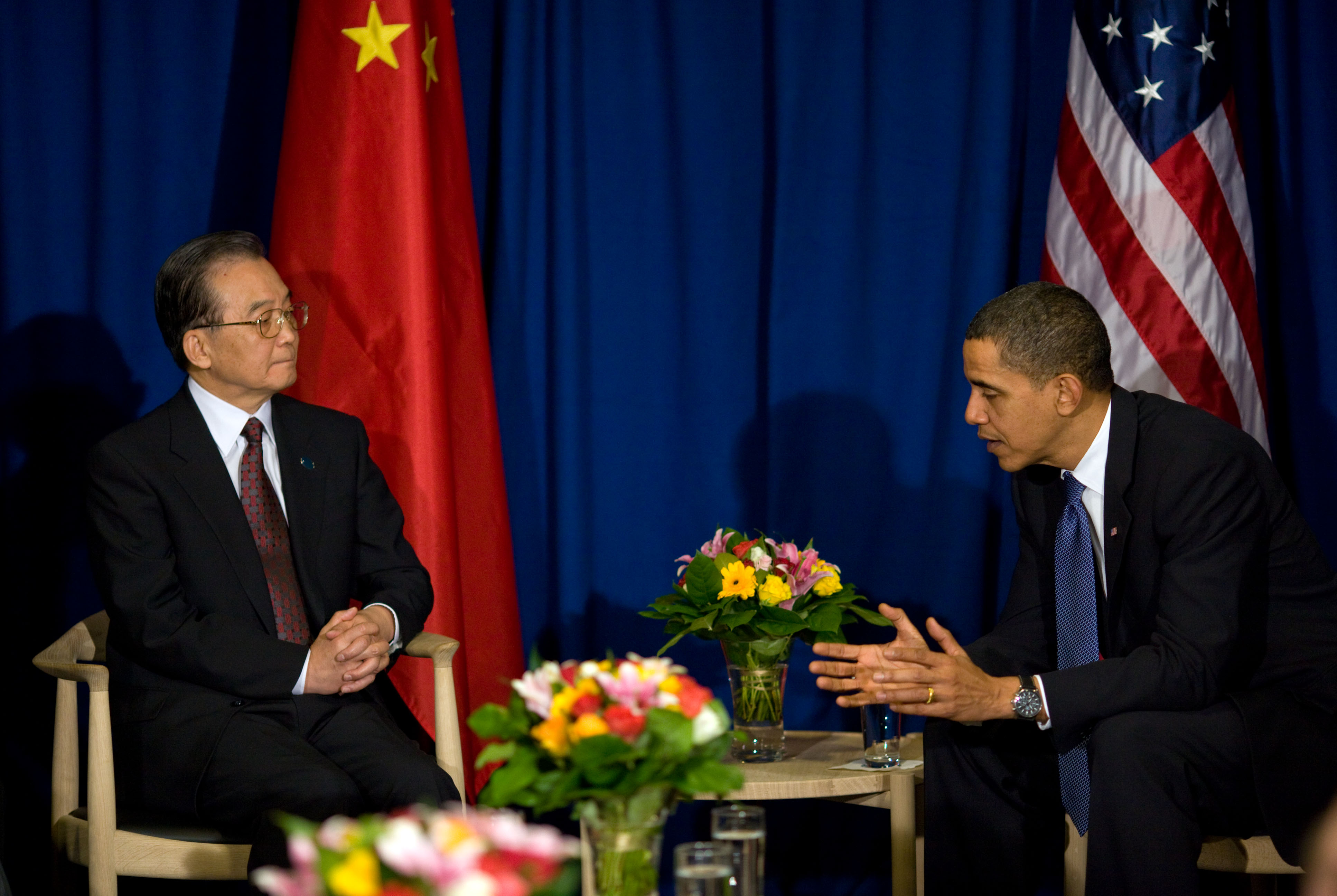
Reunión bilateral en la COP15 entre el Presidente de EE. UU. Barack Obama y el primer ministro chino Wen Jiabao. Ambos países son los mayores emisores de gases de efecto invernadero, conjuntamente supusieron en 2007 el 41% de las emisiones mundiales.

La última noche de la cumbre se gestó el acuerdo final entre cuatro grandes países emergentes y EE. UU. en una reunión convocada por el primer ministro de China Wen Jiabao en la que participaron los presidentes de India, Brasil y Sudáfrica, incorporándose después el presidente de EE. UU. La delegación india propuso un tratado no vinculante que siguiera el modelo de la Organización Mundial del Comercio donde cada país declarara sus emisiones. Después de llegar al acuerdo a puerta cerrada, Barack Obama lo comunicó a la Unión Europea, que lo aceptó. El texto tiene solo tres folios e incluye de forma orientativa la reducción de emisiones que cadas país ha presentado a la cumbre; las reducciones definitivas deben estar el 3 de febrero de 2010. El pacto no incluye la verificación de emisiones que rechazaba China. La transparencia se limitará a un sistema "internacional de análisis y consultas" por definir, estableciéndose que cada país comunicará sus emisiones a la ONU respetándose la soberanía nacional. Las reducciones de emisiones que se hagan con dinero internacional sí estarán sujetas a un completo sistema de comprobación. China ha declarado que no quería dinero internacional, pues no deseaba verse sujeta a un sistema de contabilidad internacional. El embajador brasileño manifestó que EE. UU. exigía la transparencia de los países en desarrollo. Obama dijo que el sistema de consultas por definir "dirá mucho de lo que hace falta saber" y que "actualmente ya podemos saber mucho de lo que ocurre en un país con imágenes de satélite".
El acuerdo mantiene el objetivo de que la temperatura global no suba más de dos grados centígrados. Sobre cuándo las emisiones deberán alcanzar su máximo solo se dice que "lo antes posible" y no se establecen objetivos para 2050. Tampoco se ha incluido la recomendación del IPCC de que las emisiones de los países desarrollados deberían reducirse para 2020 entre un 25% y un 40% sobre el nivel que tenían en 1990.
El acuerdo alcanzado entre EE. UU., China y otros 29 países no fue aceptado por unanimidad en la Convención pues lo rechazaron algunos países como Venezuela, Cuba, Bolivia y Nicaragua. Por ello los delegados del pleno de la Conferencia de la ONU sobre Cambio Climático renunciaron a votarlo y acordaron una fórmula de "tomar conocimiento" del documento.
El pacto alcanzado no será oficial pues la Convención de Cambio Climático funciona por consenso y la oposición de un solo país impide la adopción del acuerdo. El portavoz del G77, el sudanés Lumumba Lumumba Stanislaus Di-Aping, mostró su indignación: "Un acuerdo que aumente la temperatura dos grados centígrados supone que en África subirá 3,5 y destruirá nuestras economías y nuestro pueblo".

## Críticas y reacciones
A pesar del consenso final entre Estados Unidos, China, India, Brasil y Sudáfrica, serias dudas surgieron acerca del alcance de lo que:
- Los representantes de China se declararon satisfechos por el acuerdo.[41] En cambio, Nicolas Sarkozy, Presidente de Francia, que se había comprometido para llegar a un acuerdo vinculante, declaró: "El texto que tenemos no es perfecto".[42] También Brasil expresó su desilusión.[43] Barack Obama concedió que el acuerdo alcanzado en Copenhague era modesto, pero insistió en que puede constituirse en la base para negociaciones más ambiciosas.[44] Muchos países, incluyendo los de Europa y del mundo en desarrollo criticaron la falta de resultados, criticando a EE. UU. y China por no haber alcanzado un acuerdo vinculante que límite las emisiones de carbono. Países en desarrollo, en particular países de América Latina, que criticaron a Obama,[45] insistieron en que las naciones industrializadas, responsables de la mayoría de la contaminación, deberían pagar la mayor parte del costo para mitigar los efectos.

- La mayoría de los movimientos ecologistas y organizaciones no gubernamentales presentes en la conferencia de Copenhague expresaron su desilusión, advirtiendo que el acuerdo conseguido era insuficiente. Condenaron que no haya objetivos para los recortes de carbono y no acuerdo sobre un tratado legalmente vinculante.[46][47] Acerca de la creación de un fondo global de 100.000 millones de dólares financiado por los países ricos para combatir el cambio climático en los países pobres, el solo logro concreto, algunos críticos dijeron que esa cifra era insuficiente.

- La continuación de las negociaciones: Estados Unidos declaró que la lucha contra el cambio climático debía seguir. Igualmente la Unión Europea se mostraba optimista frente al progreso que se pudiese lograr en el 2010. De hecho, una reunión estaba prevista en Bonn, Alemania, a mediados 2010, y también en México. Pocos días antes de la COP15, Felipe Calderón y los representantes de México en la cumbre declararon que los países debían establecer en Copenhague las bases para permitir la elaboración de un futuro acuerdo definitivo, esperando que este nuevo tratado sea firmado a finales de 2010, durante la XVI Conferencia sobre Cambio Climático, que se celebrará en México.

### Fracaso de la cumbre
La Cumbre fue calificada de fracaso por numerosos Gobiernos participantes así como por los colectivos ecologistas ya que no se alcanzaron acuerdos vinculantes: tanto el Gobierno español, el Presidente del Consejo Europeo Van Rompuy y Greenpeace la calificaron de "fracaso". y la Presidencia Sueca de la UE de "desastre".
Así, un día antes del final de la Cumbre, el 18 de diciembre de 2009 saltaba al plano mediático el por entonces Director de Greenpeace-España Juantxo López de Uralde al participar en un acto de protesta pacífica en el cual varios activistas de Greenpeace se infiltraron en la cena de gala de la cumbre de líderes mundiales desplegando una pancarta en la que se podía leer: "Los políticos hablan, los líderes actúan". Juantxo declaró:

"Tenemos solo 24 horas para sacar al mundo del caos climático. Mientras los líderes mundiales cenan, el destino de millones de personas e incontables especies están en la cuerda floja".

Por esta acción, Juantxo fue retenido durante 19 días junto a otros dos activistas, levantando una ola de protestas pidiendo su liberación, siendo puesto finalmente en libertad el 6 de enero de 2010.
•El cambio climático constituye una grave amenaza global, y exige una respuesta global urgente. Todavía podemos evitar los impactos más graves, pero debemos empezar a actuar ya.
•Las inversiones que se hagan en los próximos 10 a 20 años tendrán efectos muy importantes en el clima en la mitad de este siglo y en los siguientes. 
•Si no actuamos los costes globales y los riesgos del cambio climático equivaldrán a pérdidas de al menosun 5%, si bien podrían llegar al 20%, del PIB global anual.  Los costes necesarios para lograrlas fuertes reducciones de emisiones de GEI requeridas son mucho menores, que los costes de la inacción.